# Don't Let Me Be Yours
"Don't Let Me Be Yours" é uma canção da cantora sueca Zara Larsson, gravada para o seu segundo álbum de estúdio So Good. O seu lançamento ocorreu a 12 de maio de 2017, através da Record Company TEN, servindo como sétimo single para promoção do disco. O músico britânico Ed Sheeran esteve envolvido na composição do tema, além também de contribuir com vocais de apoio.

## Faixas e formatos
| Descarga digital (remisturas) |                                              |         |  |
| N.º                           | Título                                       | Duração |  |
| 1.                            | "Don't Let Me Be Yours" (Black Chiney Remix) | 3:25    |  |
| 2.                            | "Don't Let Me Be Yours" (AObeats Remix)      | 4:11    |  |

## Créditos
Todo o processo de elaboração da canção atribui os seguintes créditos pessoais:
- Zara Larsson – vocais, composição, vocais de apoio;
- Johnny McDaid – composição;
- Ed Sheeran – composição, vocais de apoio, guitarra;
- Steve Mac – composição, produção, teclado, piano
- Chris Laws – bateria;
- Phil Tan – engenharia de mistura;
- Bill Zimmerman – engenharia de mistura;
- Chris Laws – engenharia de mistura;
- Dann Pursey – engenharia de mistura;
- Michelle Mancini – engenharia de masterização.

## Desempenho comercial

### Posições nas tabelas musicais
| Tabela musical (2017)      | Melhor posição |
| -------------------------- | -------------- |
| Eslováquia - Rádio Top 100 | 57             |
| Países Baixos - Tipparade  | 12             |
| Sérvia - Top 50 Srbija     | 44             |
| Suécia - Sverigetopplistan | 36             |